# Listen der ISO-639-3-Codes
Diese Liste verzweigt auf alle Unterlisten zu den ISO-639-3-Codes zusammen mit den von diesen kodierten Sprachen.
Die etwa 7863 ISO-639-3-Codes werden durch zurückgezogene sowie vier Spezialcodes ([mis], [mul], [und], [zxx]) und 520 reservierte Lokalkodierungen ([qaa]–[qtz]) ergänzt (siehe Überblicksliste der ISO-639-3-Codes).
Die 184 ISO-639-1-Codes, die 482 ISO-639-2-Codes und die 115 ISO-639-5-Sprachfamiliencodes finden sich in den unten aufgeführten weiteren Listen.
Dies ist der Verteiler auf die einzelnen Listen der ISO-639-3-Sprachcodes.
Index |
a |
b |
c |
d |
e |
f |
g |
h |
i |
j |
k |
l |
m |
n |
o |
p |
q |
r |
s |
t |
u |
v |
w |
x |
y |
z
| Suche Sprache anhand des ISO-639-Codes          |
| ----------------------------------------------- |
| Bitte dreibuchstabigen ISO-639-3-Code eingeben: |
|                                                 |